# Jапанска мушмула
Јапанска мушмула или нешпула (лат. Eriobotrya japonica) је зимзелена врста воћа пореклом из Кине и Јапана. Сматра се суптропским воћем, али без проблема подноси температуру и до -10 °C. Уз то, добро подноси и сушу, али реагује на јак ветар.

## Опис биљке
Јапанска мушмула достиже висину стабла 5–10 m, али је чешће висине до 4 m. Листови су наизменични, једноставни. Дуги су 10–25 cm и тамнозелене су боје. Цветање започиње у октобру, а завршава у децембру, у раздобљу када је већина воћака у фази мировања и без лишћа. Цветови се формирају у пирамидалним гроздастим цвастима (метлицама) на врху једногодишњих изданака. Беле су боје, пречника 2 cm. Плодови су зрели у касну зиму или рано пролеће. Велики су 3–5 cm. Плодови су жуте до црвенкасте боје, овалног, заобљеног или крушколиког облика.